# Điểm đóng – điểm mở

## Điểm đóng-Điểm mở
Điểm đóng – điểm mở là hai trong những điểm đặc trưng trong mặt phẳng kỹ thuật số.
Điểm đóng là những điểm có các tọa độ cùng lẻ trong mặt phẳng kỹ thuật số.
Điểm mở là những điểm có các tọa độ cùng chẳn trong mặt phẳng kỹ thuật số.
Những điểm mở của một mảng ảnh hai chiều gọi là Pixel(hay còn gọi là visible screen).
Những điểm mở của mảng ảnh trong không gian 3 chiều gọi là voxel.
Trong mặt phẳng kỹ thuật số, tập những pixel, bao gồm các điểm mở (hay visible screen) là những điểm hiện rõ, còn những điểm hỗn hợp hay điểm đóng là những điểm có cấu trúc ẩn.Chính vì vậy, visible screen như là một tập con mở, trù mật của mặt phẳng kỹ thuật số, nó thừa hưởng đầy đủ các tính chất của một tôpô rời rạc như một không gian con.
Trong mặt phẳng kỹ thuật số, một mảng n x n các điểm mở (hay tương ứng n x n pixels) thì được bao quanh bởi 8n các điểm hỗn hợp và điểm đóng (surrounding sets). Để kiểm điều trên ta xét những trường hợp đơn giản như trong hình …. Mảng 1x1 điểm mở được bao bởi 8 điểm hỗn hợp và điểm đóng xung quanh, còn mảng 2x2, 3x3 pixels thì được bao tương ứng bởi 16, 24 điểm xung quanh,….
Trong lưu trữ ảnh kỹ thuật số, ta tách ra lưu trữ những vùng mà trong đó các điểm có màu giống nhau và lưu trữ những tính chất đặc trưng của vùng đó. Do những vùng màu nói trên được xác định duy nhất bởi tập các điểm mở, hơn nữa, để lưu trữ ảnh có kích thước n x n pixels, thay vì ta lưu trữ nxn các điểm mở ta chỉ cần lưu trữ 8n các điểm bao xung quanh và màu của vùng đó.